# HR 9038
HR 9038은 세페우스자리에 있는 항성계로, 세 개의 별로 이루어진 삼중성계이다. 밝은 주성 HR 9038 A는 분광형 K3V의 오렌지색 왜성이며, 어두운 반성 B는 분광형 M2V의 적색 왜성이다. 두 번째 반성 C는 아직 주요 제원이 밝혀지지 않았다. HR 9038의 위치는 적경 23시 52분 25.3초, 적위 +75도 32분 40.6초이다. 이 별의 시차는 92.76밀리초각으로, 거리로 환산하면 35.2광년이 된다. 이 별의 거리는 10파섹 거리와 비슷하기 때문에 절대 등급과 겉보기 등급의 값이 비슷하다. 주성과 반성의 겉보기 등급은 각각 6.40과 11.7로, 둘 다 망원경 없이는 맨눈으로 볼 수 없다.

## 같이 보기
- 가까운 밝은 별 목록
- 오렌지색 왜성
- 적색 왜성